# Sandavágur
Sandavágur [ˈsandaˌvɔavʊɹ] és un poble de l'illa de Vágar, a les illes Fèroe. Forma part del municipi de Vágar juntament amb les localitats de Vatnsoyrar i Miðvágur, que en fa les funcions de capital. L'1 de gener del 2020 tenia 957 habitants. El seu nom significa "badia arenosa", i s'aplica també a la badia del poble en referència a la seva platja.
Sandavágur va formar un municipi independent fina a l'1 de gener de 2009, quan es va fusionar junt amb el veí poble Miðvágur al nou municipi de Vágar.

## Geografia
Sandavágur és a l'interior de la badia del mateix nom, al sud-est de l'illa de Vágar, en una vall que s'estén de nord a sud. La vall la recorre el riu Stórá, que travessa el centre del poble i desemboca a la badia formant un estuari amb una platja àmplia. Les muntanyes que envolten al poble són el Reynsatindur (676 m) al nord-oest, el Malinstindur al nord-est (683 m) i el Húsafelli (591 m) i el Krosstindur (576) a l'est. La badia de Sandavágur s'uneix al sud amb la de Miðvágur, i ambdues comparteixen la desembocadura a l'Atlàntic.
El poble més proper és Miðvágur, que es troba 3 km a l'oest. Malgrat aquests 3 km de separació, el creixement d'aquestes dues localitats ha fet que avui es trobin pràcticament unides. Pel centre de Sandavágur passa l'única carretera de l'illa, que uneix a tots els pobles de Vágar. Cap al nord s'arriba al túnel de Vágar, que uneix aquesta illa amb la de Streymoy. Hi ha autobusos que uneixen Sandavágur amb Tórshavn i amb l'aeroport de Vágar.

## Història
Sandavágur va ser fundada en l'era vikinga, i podria tenir per tant una història de més de 1000 anys. El 1917 es va descobrir al poble una pedra rúnica, coneguda amb el nom de Pedra de Sandavágur. En aquesta pedra, que es conserva actualment a l'església, hi ha escrit que el viking Torkil Onundarson, originari de Rogaland, Noruega, va ser el primer colon en aquesta zona.
Al poble va ser el lloc de la residència del lagman, el líder del parlament feroès, entre 1555 i 1816, any en què el càrrec es va abolir i les illes es van convertir en un districte administratiu de Dinamarca.
Sandavágur ha tingut la seva pròpia església des dels temps anteriors a la Reforma Protestant. Per fonts escrites se sap que hi ha hagut 6 esglésies diferents; l'actual va ser construïda el 1917.
La dècada de 1980 es va inaugurar el parc del poble, que inclou un petit bosc plantat.

## Cultura i esports

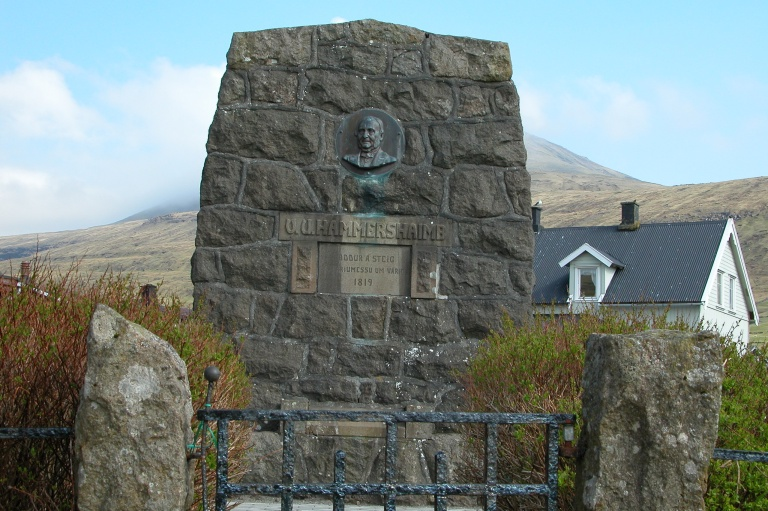
Monument en homenatge a Venceslaus Ulricus Hammershaimb, pare les la llengua feroesa moderna.

Sandavágur s'alterna amb Sørvágur i Miðvágur per ser la seu, cada tres anys, del festival anual Vestavstevna (festival occidental), que se celebra a mitjans de juliol.
Comparteix l'escola primària amb Miðvágur. És gran i està localitzada entre els dos pobles. Va ser construïda el 1961 i ampliada el 1983. Acull també una biblioteca pública i instal·lacions esportives. Sandavágur compta també amb un camp de futbol al centre del poble. El club esportiu Sandavágs Ítróttarfelag (SIF) té equips d'handbol, rem i futbol, tot i que no participa a la lliga feroesa de futbol. El club de futbol 07 Vestur, fundat el 2007, representa tant a Sandavágur com a Sørvágur, i ha participat en la màxima categoria del futbol feroès.
Davant de l'església hi ha un monument que homenatja als vaixells feroesos enfonsats durant la Segona Guerra Mundial.
En el que va ser la finca À Steig hi va residir el lagman de les Illes Fèroe. Va ser el lloc del naixement de Venceslaus Ulricus Hammershaimb, el pare de la llengua feroesa escrita i fill de l'últim lagman. Al lloc hi van erigit un monument dedicat a Hammershaimb.